# Галенієкс Паул Матісович
Паул Матісович Галенієкс (латис. Pauls Galenieks, 23 лютого 1891, поселення Лієлезер Рубської волості Курляндської губернії, тепер Салдуського краю, Латвія — 15 травня 1962, місто Рига, тепер Латвія) — латиський радянський діяч, вчений-ботанік, ректор Латвійської сільськогосподарської академії, професор. Депутат Народного Сейму Литви. Депутат Верховної ради СРСР 1-го скликання (1941—1946).

## Життєпис
Народився в родині лісника. Навчався два роки у Пампальській міністерській школі, потім в Салдуській школі та в Ризькій гімназії імені Кеніня. З 1911 року співпрацював із журналом «Jaunākās Ziņas».
У 1911—1917 роках — студент сільськогосподарського факультету Ризького політехнічного інституту, разом з інститутом у 1915 році евакуювався до Москви. Під час навчання брав участь у Закавказькій дослідницькій експедиції флори і фауни.
У 1917 році закінчив Московське сільськогосподарське відділення Ризького політехнічного інституту та переїхав до Сибіру.
У 1918—1919 роках — агроном у місті Барнаулі. У 1919—1930 роках — вчитель у місті Усть-Каменогорську. Влітку 1920—1921 роках очолював наукову експедицію з вивчення лікарських рослин на Алтаї. У 1921 році повернувся до Латвії.
У 1921—1939 роках — асистент, приват-доцент (з 1927), доцент (1938), професор (1939) кафедри систематики ботаніки природничих наук математичного та природничого факультету Латвійського університету. У 1922 році був одним із засновників Ботанічного саду Латвійського університету. У 1926 та 1937 році був нагороджений премією Кріш'яніса Барона. У 1936 році отримав ступінь доктора природничих наук, захистивши дисертацію «Latvijas rozes» (Троянди Латвії).
У 1939 році був завідувачем і професором кафедри ботаніки Єлгавської сільськогосподарської академії.
У 1940—1941 роках — ректор Латвійської сільськогосподарської академії в місті Єлгаві.
У 1941 році під час німецької окупації був ув'язнений в Ризькій центральній в’язниці, а в 1942 році — в Саласпілському концтаборі. Пізніше йому дозволили жити під наглядом поліції у своєму заміському будинку «Розіте» в Балдоне.
У 1944—1950 роках — декан біологічного факультету та завідувач кафедри ботаніки Латвійського державного університету. Одночасно — завідувач відділу ботаніки Латвійської академії наук. З 1945 до 1949 року — також директор Ботанічного саду.
У 1950—1960 роках — завідувач кафедри ботаніки Латвійського сільськогосподарського університету. До 15 травня 1962 року — професор біологічного факультету Латвійського державного університету імені Стучки.
Був автором «Ботанічного словника» та чотиритомної «Флори Латвійської РСР». Працював у галузі палеоботаніки. Улюбленою сферою дослідження була латвійська флора, особливо вивчення троянд. Під псевдонімом «Omegars» був автором різних науково-популярних статей та лекцій з біології. У 1959 році отримав звання заслуженого наукового працівника Латвійської РСР.
Помер 15 травня 1962 року в місті Ризі. Похований на Лісовому цвинтарі.